# Vadium
Vadium (von lat. vadimonium = durch eine Kaution gesicherte Erklärung, vor Gericht zu erscheinen) ist ein Begriff aus dem österreichischen Zwangsvollstreckungsrecht und bezeichnet eine vor der Zwangsversteigerung von Liegenschaften von den Bietern zu leistende Sicherheit, im Allgemeinen mindestens 10 % des Schätzwertes. Eine gesetzliche Regelung findet sich in § 147 EO.
Als Sicherheitsleistung kommen nur Sparurkunden (Sparbücher) in Betracht (§ 147 Abs. 1 Satz 2 EO). Sie sind vor Erteilung des Zuschlags bei Gericht zu erlegen (§ 148 EO) und werden auf die vom Meistbietenden zu erbringenden Leistungen angerechnet. Nicht erfolgreiche Bieter erhalten ihr Vadium nach Ende des Versteigerungstermins zurück.
Die Höhe des Vadiums wird durch das Gericht im aktuellen Edikt veröffentlicht.
Im österreichischen Vergaberecht dient das Vadium als Sicherstellung für den Fall, dass der Bieter während der Zuschlagsfrist von seinem Angebot zurücktritt (1.11.1.1 der ÖNORM A 2050). Es darf in der Regel 5 % des geschätzten Auftragswertes nicht überschreiten (§ 86 BvergG). Hat der Auftraggeber ein Vadium verlangt, so ist bereits dem Angebot der Nachweis über dessen Erlegung beizulegen. Das Fehlen eines solchen Nachweises führt zwingend zum Ausscheiden aus dem Vergabeverfahren.